# Manzil Manzil
Pour plus de détails, voir Fiche technique et Distribution.
Manzil Manzil est un film d'amour, en langue hindoue, réalisé en 1984, par Nasir Hussain, avec son neveu Aamir Khan comme assistant réalisateur. Le film met en vedette Dimple Kapadia et Sunny Deol, ainsi que Danny Denzongpa, Kulbhushan Kharbanda, Prem Chopra et Asha Parekh.

## Fiche technique
Sauf indication contraire, les informations mentionnées dans cette section peuvent être confirmées par la base de données cinématographiques IMDb,  présente dans la section « Liens externes ».
- Titre : Manzil Manzil
- Réalisation : Nasir Hussain
- Scénario : Sachin Bhowmick
- Musique : Rahul Dev Burman
- Production : Nasir Hussain Films - United Producers
- Langue : Hindi
- Genre : Film d'amour
- Durée : 162 minutes (2 h 32)
- Dates de sorties en salles :
  -  Inde : 16 novembre 1984

## Distribution
- Sunny Deol : Vijay / Sonu
- Dimple Kapadia : Seema Malhotra
- Arjun (en) : Roopesh
- Prem Chopra : Niranjan Das
- Kulbhushan Kharbanda : Mr Malhotra (Le père de Seema)
- Danny Denzongpa : Gautam / Pahadi Baba (Le père de Vijay)
- Asha Parekh : La mère de Vijay
- Tariq (en) : Deepak